# Zénith de Pau
El Zénith de Pau és una sala d'espectacles situada a la part nord de la ciutat de Pau, al departament francès dels Pirineus Atlàntics. Limita al sud amb el boulevard del Camin Salièr, per on s'hi accedeix, i al nord amb una carretera que ressegueix l'autopista A64. Des de l'autopista es poden veure dos edificis de la mateixa importància, el Zénith i el Palau dels esports, situats ambdós a la mateixa zona.
L'edifici ocupa un espai de 5000 m² i les seves diferents configuracions permeten oferir des de 642 fins a 4.418 seients, així com una capacitat de 7.500 places (3.202 seients i 4.298 dempeus). Es va inaugurar el 12 de desembre de 1992 amb un concert de Johnny Hallyday. La zona del Zénith posseeix un pàrquing gratuït a l'aire lliure.
Per la seva forma, el Zénith de Pau recorda a un vaixell i els materials utilitzats (maó, vidre, etc.) li donen un aspecte molt contemporani.
La majoria de cantants francesos han actuat en aquest escenari, com ara Shy'm, Angèle, Mylène Farmer, Chimène Badi, Christophe Maé, Garou, Pascal Obispo, Michel Sardou, Charles Aznavour, Jean Michel Jarre, Zazie, Jenifer, Vanessa Paradis per citar-ne només alguns. També ha acollir concerts de grups locals occitans, com Nadau.
El Zénith de Pau va ser el quart Zénith que es va construir a França, després del de París, el de Monpeller i el de Toló.
Zénith és una marca registrada.